# Convenzione ENMOD
La Convenzione sul divieto  dell'uso  di  tecniche  di modifica dell'ambiente a fini militari o ad ogni altro scopo ostile, nota anche come Convenzione ENMOD, è il trattato internazionale che proibisce l'uso militare ed ogni altro utilizzo ostile delle tecniche di modifiche ambientali. La Convenzione è stata aperta alla firma il 18 maggio 1977 a Ginevra ed è entrata in vigore il 5 ottobre 1978.

## Storia
La preoccupazione per la manipolazione dell'ambiente per scopi militari o ostili sale all'attenzione della politica internazionale nei primi anni 70, in seguito alla presa di coscienza sull'impatto dell'Agente Arancio nella Guerra del Vietnam. Gli Stati Uniti avviano i negoziati con l'Unione Sovietica per esplorare le possibilità di un accordo internazionale su questo tema dopo la rinuncia all'uso delle tecniche di modifica artificiale del clima a fini ostili (1972), la risoluzione del Senato che chiede un accordo internazionale "che vieta l'uso di qualsiasi attività di modifica ambientale o geofisica come arma da guerra" (1973) e l'esame del Dipartimento della Difesa sugli aspetti militari del clima e altre tecniche di modifica ambientale, in cui viene resa nota l'inseminazione delle nuvole nella Guerra del Vietnam (1974).
Nel summit di Mosca del luglio 1974 il presidente Nixon e il Segretario Generale Brežnev concordano di avviare discussioni bilaterali per superare il pericolo dell'uso di tecniche di manipolazione dell'ambiente naturale per scopi militari. Nell'agosto del 1975, Stati Uniti e Unione Sovietica, grazie alla mediazione del Segretario generale delle Nazioni Unite Waldheim, presentano il progetto di convenzione alla Conferenza del Comitato sul disarmo e in tale sede portano avanti intensi negoziati che si concludono, nel 1976, con la chiusura dei lavori di redazione.
La Convenzione, approvata dalla Risoluzione 31/72 dell'Assemblea generale delle Nazioni Unite il 10 dicembre 1976, entra in vigore il 5 ottobre 1978.
Seguono due conferenze di revisione nel 1984 e, dopo la Guerra del Golfo, nel 1992.

## Data di ratifica
Gli stati firmatari sono 48, di cui 16 non hanno ancora ratificato il trattato. In totale gli stati che vi hanno aderito sono 76.
L'Italia ha firmato la Convenzione a Ginevra il 18 maggio 1977 e l'ha ratificata con la legge n. 962 del 29 novembre 1980 .

## Scopo
La Convenzione proibisce l'uso militare e ogni altro utilizzo ostile delle tecniche di modifiche ambientali aventi effetti estesi, duraturi o severi. Il termine “tecniche di modifiche ambientali” si riferisce ad ogni tecnica finalizzata a cambiare – attraverso la manipolazione deliberata dei processi naturali – la dinamica, la composizione e la struttura della Terra, incluse la sua biosfera, litosfera, idrosfera e atmosfera, così come lo spazio esterno.
I criteri per la definizione di tali tecniche non sono definiti nel corpo della Convenzione ma nell'Intesa sull'Articolo I che, riportando quanto emerso in fase negoziale, esplicita i termini:
- “esteso” come riferibile ad un'area di diverse centinaia di kilometri quadrati;
- “duraturo” come riconducibile ad un periodo di mesi o di almeno una stagione;
- “severo” come correlato ad un'azione che provoca danni seri o significativi alla vita umana, naturale alle risorse economiche o altre attività.

I primi due criteri sono valutati con parametri quantitativi e l'ultimo criterio con elementi qualitativi in parte riconducibili al concetto di sviluppo sostenibile.
Il divieto di guerra climatica, ovvero di utilizzo delle tecniche di modifica del clima o di geoingegneria con lo scopo di provocare danni o distruzioni, viene ripreso anche nella Convenzione sulla diversità biologica del 2010.

## Contenuto
La Convenzione contiene dieci articoli e un allegato sul Comitato consultivo di esperti. Parte integrante della Convenzione sono anche le intese relative agli articoli I, II, III e VIII. Queste intese non sono incorporate nella Convenzione ma fanno parte del verbale dei negoziati e sono stati inclusi nella relazione trasmessa dalla Conferenza del Comitato sul disarmo all'Assemblea generale delle Nazioni Unite nel settembre 1976.
La Convenzione non tutela l'ambiente da qualunque danno provocato dalle azioni belliche o ostili ma vieta quelle tecniche offensive che trasformano l'ambiente stesso in un'arma, ascrivibili alle tecniche di manipolazione ambientale. Inoltre, la Convenzione si applica solo in caso di conflitti tra stati, quindi sono esclusi dall'ambito di applicazione sia l'utilizzo di tali tecniche in caso di guerre interne agli stati sia le sperimentazioni.
In caso di violazioni, la Convenzione non prevede una responsabilità diretta ma richiede alle Parti di consultarsi e cooperare tra loro. Inoltre, se uno o più stati sospettano che altre Parti stiano violando la Convenzione, sono invitate a sporgere reclamo presso il Consiglio di Sicurezza delle Nazioni Unite, che svolgerà le indagini. Infine, le Parti sono invitate a sostenere gli stati colpiti dai danni provocati da tecniche di manipolazione ambientale. Il funzionamento della Convenzione è quindi di tipo preventivo, teso soprattutto a evitare e minimizzare i danni tramite la cooperazione, la consultazione, il supporto e lo svolgimento di indagini in ogni caso di effettiva o sospetta violazione.
Oltre a vietare il ricorso a tecniche di manipolazione ambientale per scopi bellici o ostili, la Convenzione approva specularmente l’utilizzo di tali tecniche per scopi pacifici, come ad esempio l'inseminazione delle nuvole per provocare la pioggia e la fotosintesi artificiale per la riduzione del biossido di carbonio.

## Esempi storici
La Convenzione è tornata all'attenzione della politica internazionale in seguito alle operazioni del governo iracheno durante la Guerra del Golfo, che ne ha messo in luce anche i limiti:
- l'azione di prosciugamento delle zone umide della Mesopotamia nel tentativo di distruggere l'ambiente delle minoranze Shiite Ma'dan costituisce una tecnica di manipolazione come intesa dalla Convenzione. Tuttavia la violazione non sussiste sia perché l'Iraq non ha ratificato il trattato sia perché la Convenzione non si applica alle azioni ostili interne agli stati[12];
- i numerosi sversamenti di petrolio nell’ambiente non rappresentano una violazione della Convenzione, al di là della mancata ratifica da parte dell’Iraq, poiché in quel caso l’ambiente era l’obiettivo del danneggiamento e non il mezzo[13].